# Marteau de géologue

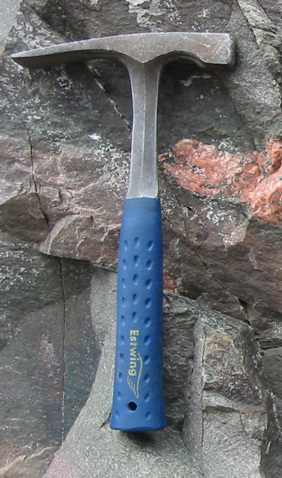
Un marteau de géologue à bec de canard de la marque Estwing.

Le marteau de géologue, également appelé marteau-pic, marteau-pioche, marteau en bec de canard, ou encore Estwing, est un marteau spécialisé pour le travail de terrain du géologue, utilisé pour briser les roches ou pour les cliver. 

## Profil
Le marteau de géologue, comme la plupart des marteaux, possède deux têtes, située sur la même extrémité du manche. Le plus souvent, l'outil se compose d'une tête carrée plate à une extrémité et, suivant les modèles, soit d'un ciseau, soit d'une tête de pioche à l'autre extrémité.
- Un coin ou la face de la tête plate est utilisé pour frapper une roche dans le but de la briser. Les morceaux de roche ou échantillons peuvent être recoupés pour éliminer les bords coupants ou réduire leur taille.[réf. nécessaire]
- Une tête de ciseau ou bec de canard est utile pour éliminer les matériaux meubles (sol) et la végétation des affleurements. Elle peut être utilisée pour ouvrir des fissures. Certaines roches présentant des plans de clivage peuvent être facilement fendues et débitées, comme l'ardoise ou le schiste, pour révéler d'éventuels fossiles[réf. nécessaire]. Ce type de modèle convient mieux pour les roches sédimentaires et la paléontologie.
- Une tête en forme de pic ou pioche est souvent préférée pour les roches plus dures. Le pic peut servir pour isoler et dégager des cristaux. Ce type de modèle convient mieux pour les roches cristallines.

## Dimensions et fabrication
La forme et la masse du manche et de la tête définissent l'équilibre, qui définit lui-même la facilité, l'efficacité et le confort d'utilisation du marteau de géologue.[réf. nécessaire]
La force exercée à l'impact par le marteau de géologue est proportionnelle à la masse de sa tête et à la longueur de son manche. La masse de la tête peut varier de 8 oz (226,796185 g) ou moins sur un petit marteau (utilisés de façon occasionnelle ou par des enfants) jusqu'à 4 lb (1,81436948 kg) et plus. Un marteau d'environ 900 g est décrit comme le modèle le plus courant bien que les roches métamorphiques ou ignées nécessitent souvent des marteaux plus lourds. Dans certains cas nécessitant une force extrême, les géologues peuvent utiliser une masse ou un marteau de maçon.
En général le marteau de géologue est forgé à partir d'une seule pièce d'acier trempé, ce qui le rend robuste et durable. Des alternatives telles que les marteaux à manche tubulaire ou en bois sont parfois utilisés en raison de leur coût plus abordable, mais ceux-ci sont plus fragiles et ne sont en général pas adaptés au travail du géologue.

## Historique

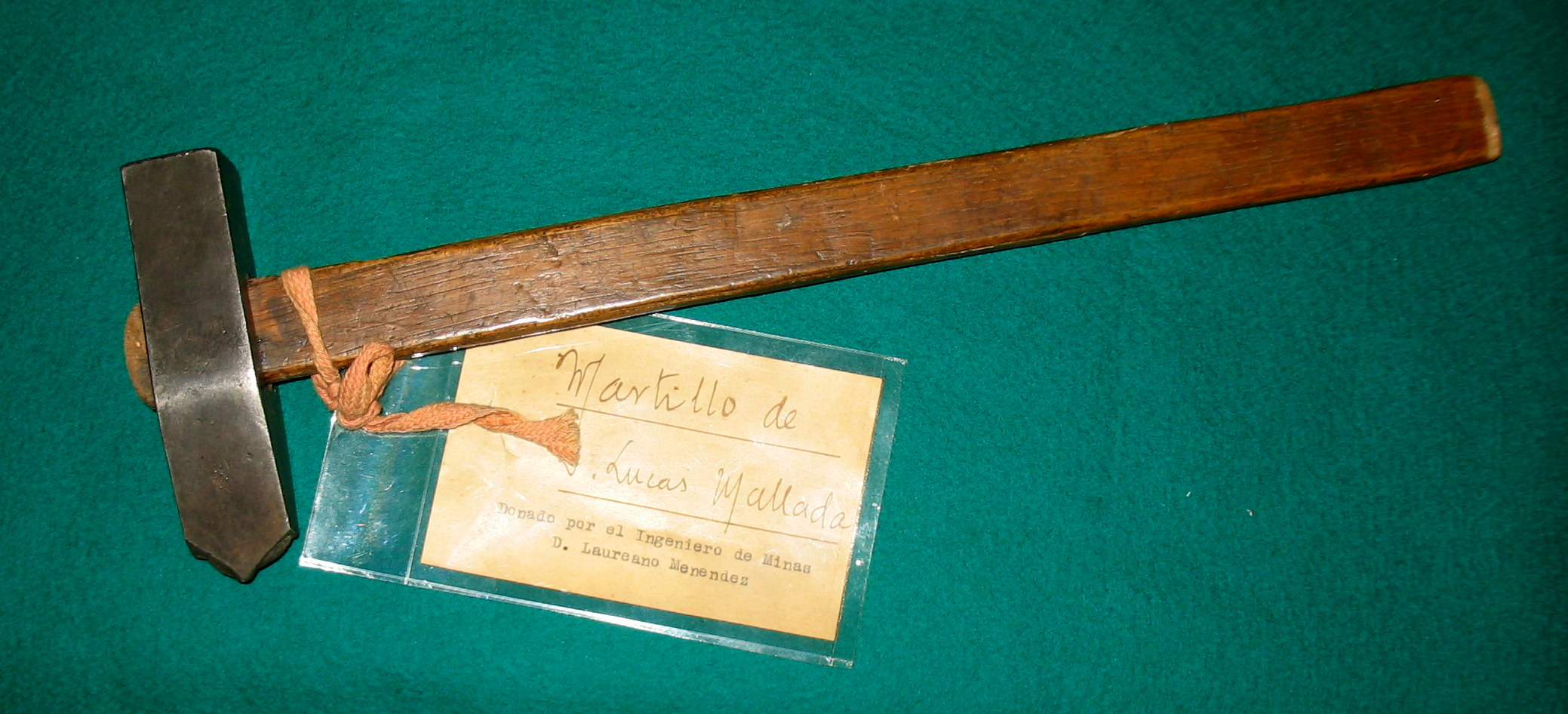
Un marteau de géologue du XIXe siècle.

Le catalogue parisien, Aux forges de Vulcain, en 1909, décrit le marteau de géologue emmanché, en acier fondu supérieur, avec une couleur noire ou un aspect poli. La tête, en acier trempé ou fondu, présente une hauteur entre 24 et 34 mm. La panne deux fois plus longue que la tête de frappe permet de dégager l'échantillon sur le terrain de collecte. 
Les marteaux de minéralogiste, soit à pointe, soit à tranche, soit avec les deux, sont de facture plus classique, avec une hauteur de tête de 20 à 40 mm, noirs ou polis. Les massettes de minéralogiste, plus compactes au niveau de la tête, ont une hauteur de tête plus modeste, de 16 à 30 mm.

## Usage
Le marteau est utile pour obtenir une cassure fraîche de la roche étudiée, car les surfaces altérées peuvent changer d'aspect et de couleur, ce qui peut biaiser l'analyse visuelle de la nature d'une roche, de l'orientation de la stratification ou encore de sa composition minéralogique,. 
Dans la collecte de fossiles et de minéraux, les marteaux de géologue sont utilisés pour briser les roches afin de découvrir puis dégager les spécimens qu'elles contiennent.
Le marteau de géologue sert souvent d'échelle sur les photographies d'affleurements, minéraux et fossiles.

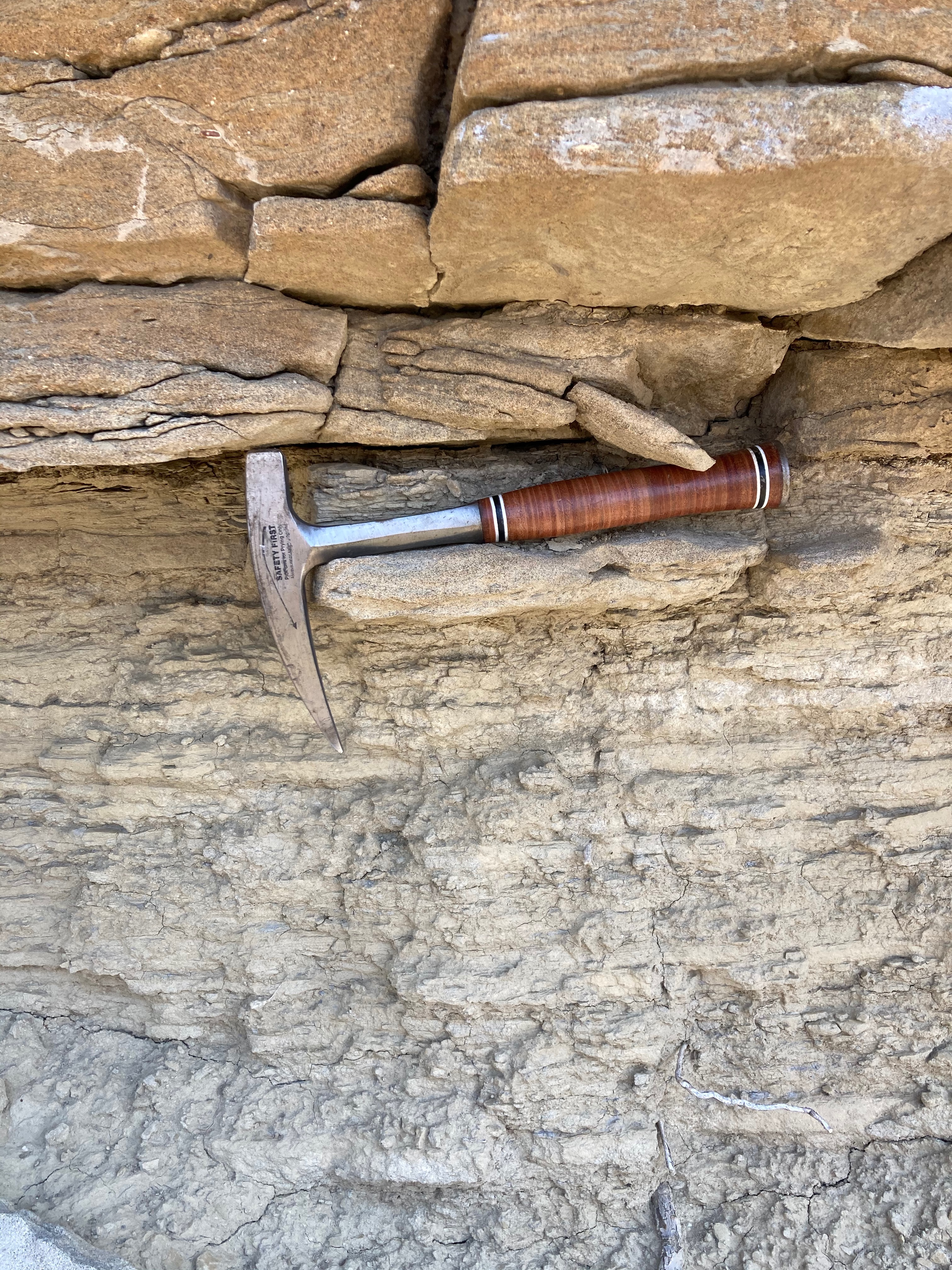
Un marteau-pic servant d'échelle sur la photographie d'un affleurement de métasédiments.
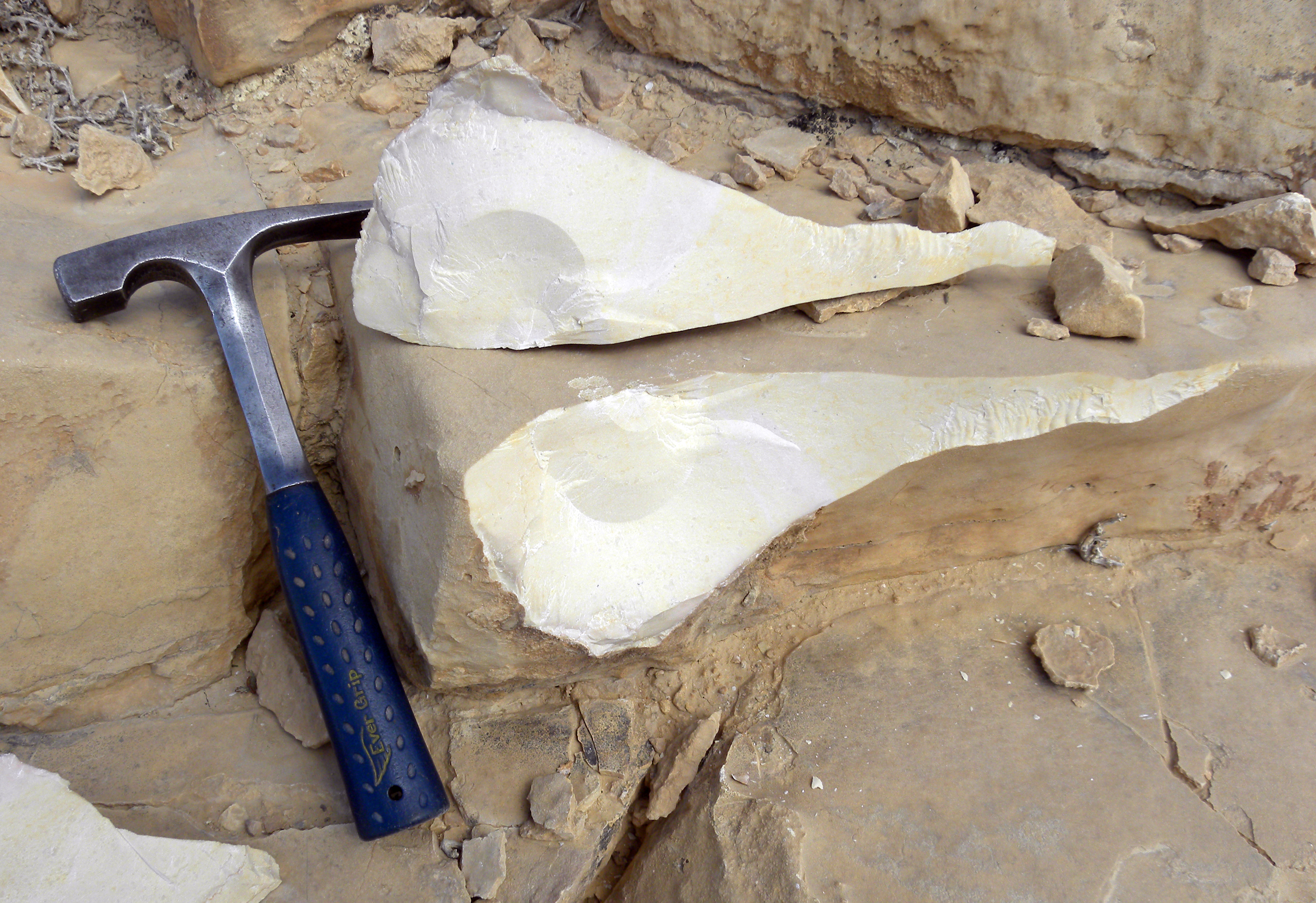
Un marteau à bec de canard utilisé pour briser des roches.
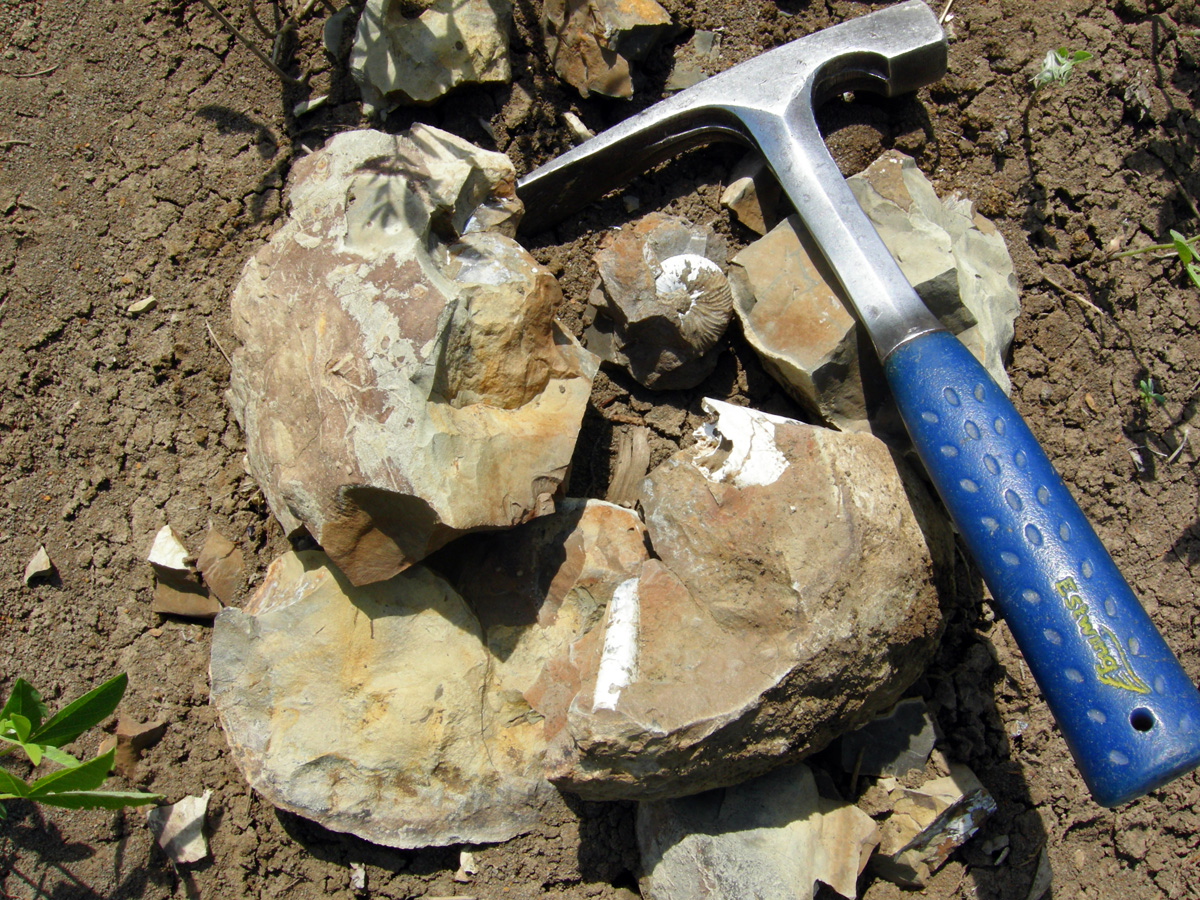
Un marteau de géologue servant à dégager un fossile.
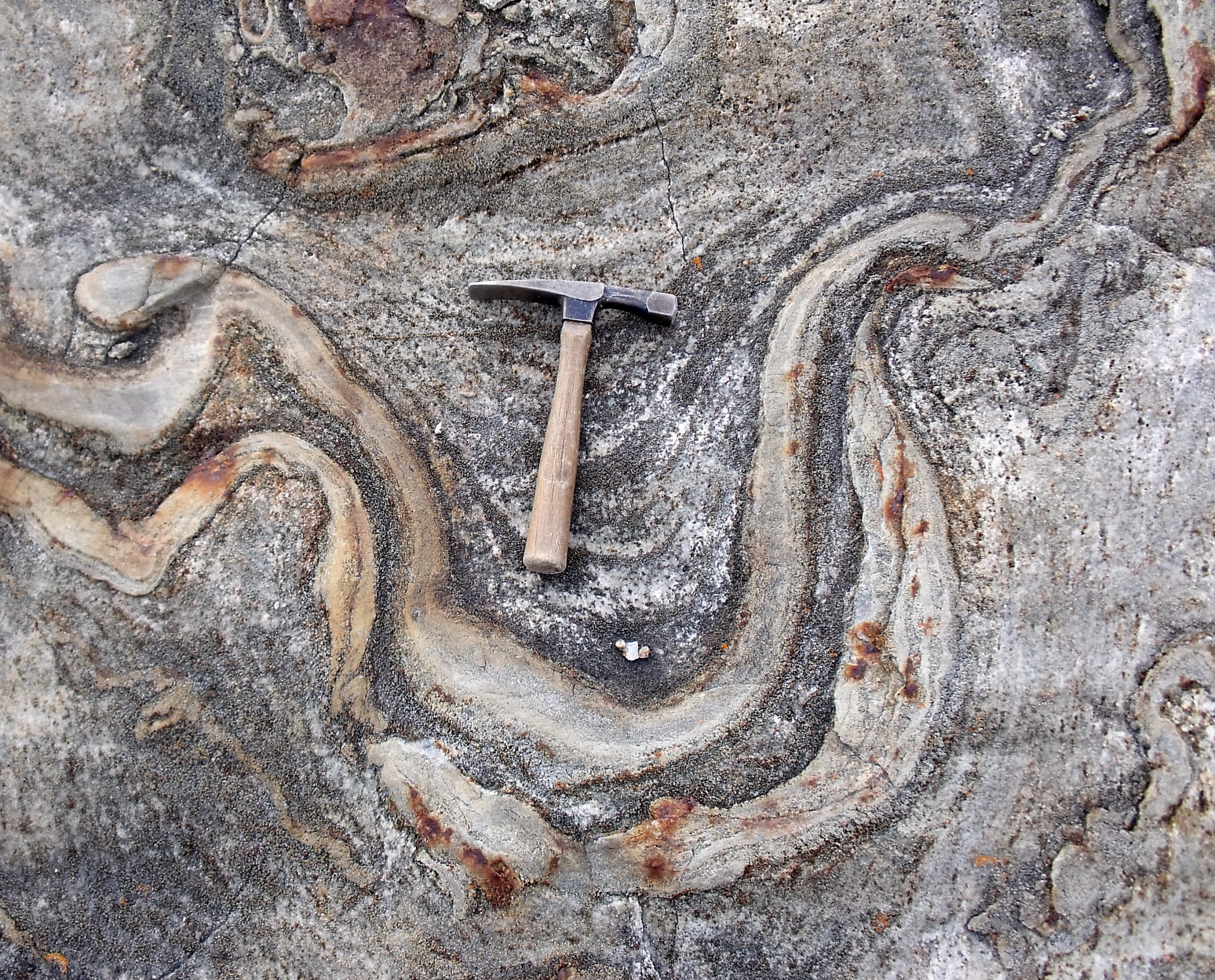
Un marteau de géologue donnant la dimension d'un pli dans la roche.